# 张伯硕
张伯硕（1962年12月—）辽宁沈阳人，中国人民解放军海军少将。

## 生平
张伯硕1962年12月出生，1980年9月入伍。是中国人民解放军西安政治学院第24期师旅团政委政治工作研究班学员。历任中国人民解放军海军某潜艇支队政委，中国人民解放军海军潜艇第一基地政委。截至2014年，3次立三等功，2011年获海军优秀指挥军官人才奖。